# Reverolle
Reverolle es una comuna suiza del cantón de Vaud, situada en el distrito de Morges. Limita al oeste y norte con la comuna de Apples, al este con Clarmont, al sureste con Vaux-sur-Morges, y al sur con Bussy-Chardonney.
Hasta el 31 de diciembre de 2007 la comuna formó parte del distrito de Morges, círculo de Colombier.